# Le Pacte (série télévisée)
Pour les articles homonymes, voir Le Pacte.
Le Pacte (Pagten) est une série télévisée de Noël danoise en 24 épisodes de 25 minutes, créée par Maya Ilsoe, et diffusée du 1er décembre au 24 décembre 2009 sur DR1.
En France, la série est diffusée à partir du 24 novembre 2012 sur Arte dans Arte Junior. Elle reste inédite dans les autres pays francophones.

## Synopsis
Le monde des elfes est menacé par la terrible sorcière Iselin, qui a le pouvoir de les transformer en glace. Un enfant de chaque monde, Malte, un garçon humain, et Lyda, une fille du monde des elfes, se rencontrent et leur amitiés fait naître l'espoir de sauver le monde.

## Distribution
- Benjamin Engell (da) : Malte
- Karla Løkke (VF : Alice Orsat) : Lyda
- Lars Ranthe (VF : David Krüger) : Fabio
- Laus Høybye (da) (VF : Benjamin Gasquet) : Gibbus
- Signe Egholm Olsen (da) : Iselin
- Mathilde Hogsted Voglhofer (VF : Claire Baradat) : Viji
- Filip Søskov Davidovski : Emil
- Andrea Heick Gadeberg (da) : Karla
- Julie Carlsen (da) (VF : Coco Noël) : Marianne
- Iben Dorner (da) (VF : Karine Texier) : Helle
- Mathias Toftegård Andersen (da) (VF : Gabriel Bismuth-Bienaimé) : Rune
- Pelle Koppel (da) (VF : Jérôme Frossard) : Peter

Version française
- Société de doublage : Eclair Group

 Source et légende : version française (VF) sur RS Doublage

## Générique
Le générique chanté en danois par Julie Maria a été composé par Aslak Hartberg et le texte écrit par Esben von Ullbæk Bundgaard-Jørgensen Selvig.